# Ивайло Данаилов
Ивайло Стефанов Данаилов е български журналист.

## Биография
Ивайло Данаилов е роден на 7 юни 1958 година. Бил е председател на Съвета на директорите на Мини „Марица-Изток“ ЕАД. Съветник на премиера Сергей Станишев в правителството, отговаря за връзка с медиите, синдикатите и работодателите.